# Elasmus margiscutellum
Elasmus margiscutellum är en stekelart som beskrevs av Girault 1915. Elasmus margiscutellum ingår i släktet Elasmus och familjen finglanssteklar. Inga underarter finns listade i Catalogue of Life.